# Landesrechnungshof Mecklenburg-Vorpommern
Der Landesrechnungshof Mecklenburg-Vorpommern ist gemäß Art. 68 der Verfassung des Landes Mecklenburg-Vorpommern eine unabhängige, nur dem Gesetz unterworfene oberste Landesbehörde. Aktuelle Präsidentin ist seit dem 1. Mai 2016 Martina Johannsen.

## Aufgaben
Der Landesrechnungshof überwacht die gesamte Haushalts- und Wirtschaftsführung des Landes Mecklenburg-Vorpommerns. Dabei untersucht er die Zweckmäßigkeit und Wirtschaftlichkeit der öffentlichen Verwaltung und ist auch zuständig, wenn Stellen oder Personen außerhalb der Landesverwaltung Landesmittel erhalten oder Landesvermögen oder -mittel verwalten.
Jährlich übergibt der Rechnungshof einen Bericht über seine Ergebnisse an den Landtag Mecklenburg-Vorpommern und die Landesregierung.

## Rechtsgrundlage
Rechtsgrundlage für die Arbeit des Rechnungshofes sind neben der Landesverfassung das Landesrechnungshofgesetz, die Landeshaushaltsordnung und das Kommunalprüfungsgesetz.

## Präsidenten
- 1992–2004: Uwe Tanneberg
- 2004–2016: Tilmann Schweisfurth
- seit 2016: Martina Johannsen